# Municipio de Tuxtilla
El municipio de Tuxtilla es un municipio mexicano, ubicado en la zona sur del estado de Veracruz, en la región de la Cuenca del Papaloapan; es uno de los 212 municipios que conforman la entidad. Su cabecera es la localidad de Tuxtilla.

## Toponimia
El nombre de Tuxtilla significa "la pequeña Tuxtla" y "Tuz-Tlán" es voz de origen náhuatl que significa "Lugar de papagayos". Otro posible significado se deriva del también náhuatl "Toxtlatl", que quiere decir "Lugar donde se hacen tortillas".

## Geografía

### Límites
- Norte: Chacaltianguis, Cosamaloapan y Tlacojalpan.
- Sur: Chacaltianguis y Estado de Oaxaca (municipio de Loma Bonita).
- Este: Chacaltianguis.
- Oeste: Tlacojalpan.

### Localización
Se encuentra ubicado en la zona sur del Estado, entre los paralelos 18°8′ y 18°15′ de latitud norte; los meridianos 95°50′ y 95°55′ de longitud oeste; altitud entre 0 y 10 m.
Colinda al norte con los municipios de Chacaltianguis, Cosamaloapan de Carpio y Tlacojalpan; al este con Chacaltianguis; al sur con el municipio de Chacaltianguis y el estado de Oaxaca (municipio de Loma Bonita); al oeste con el municipio de Tlacojalpan.
Su distancia aproximada de la cabecera municipal al sureste de la capital del Estado, por carretera, es de 175 km.

### Extensión
Tiene una superficie de 45.6 km², cifra que representa un 0.1% del territorio estatal.

### Localidades
| Localidad             | Población |
| Total Municipio       | 2 177     |
| Tuxtilla              | 2 130     |
| El Ejemplo (La Playa) | 21        |
| La Rivera             | 18        |
| Las Golondrinas       | 4         |
| El Huveral            | 3         |
| Resto de localidades  | 1         |

### Orografía
El municipio se encuentra situado en la zona sur del estado sobre las estribaciones del Sotavento, por lo que su territorio no es muy accidentado.

### Hidrografía
Al municipio lo riega el río Papaloapan, así como el río Obispo, que es tributario del Papaloapan. Antiguamente, la cabecera municipal era regada por un brazo del Río Papaloapan en forma de herradura; actualmente este brazo se encuentra como una laguna con el agua estancada, conocido como río Muerto, taponeado en sus dos accesos al caudaloso Papaloapan, ya que sus fuertes corrientes y grandes crecidas, cada año inundaban a la población; gracias a las presas Cerro de Oro y Temascal, se han evitado en gran parte las inundaciones.

### Clima
Cálido subhúmedo con lluvias en verano (100 %). 
Rango de temperatura 24-26 °C 
Rango de precipitación 1 500-2000 mm

### Flora
La vegetación del municipio es de tipo boscosa alto tropical perennifolio, con sabanas naturales, donde sus principales especies son: cocuite, roble, jobo, muchite, guanacastle, palma de coco, cedro rojo, guaje, guasimo, ámate, sauce, espino blanco, nanche y otros.

### Fauna
Existen en el municipio una gran variedad de animales silvestres, entre los que se encuentran conejos, mapaches y tlacuaches; reptiles como lagartos, víboras de cascabel, mazacuate, sabanera, bejuquillo, coralillo y nauyaca; aves como palomas, golondrinas, mora, pecho amarillo, calandria, primavera, garza, grulla, tordo, cardenal, pato, codorniz y gavilán.

### Recursos naturales
El recurso más importante es el forestal, donde se encuentran huertos frutales de mango, así como yacimientos de gas (pozos en explotación por PEMEX desde hace 30 años).

### Suelo
Su suelo es de tipo franco-arcillosos-arenoso, se caracteriza por tener un color gris muy oscuro en seco, con tonalidad negro en húmedo y susceptible a la erosión. El suelo tiene relieves quebrados y ondulados con pendientes que van del 0 al 0.2% y a una altitud de 10 m sobre el nivel del mar.
Se encuentra distribuido el uso del suelo de la siguiente manera: 99.5% es agrícola, el 0.40% es ocupado por viviendas, el 0.04% para comercio y el 0.06% para oficinas y espacios públicos.

## Cultura

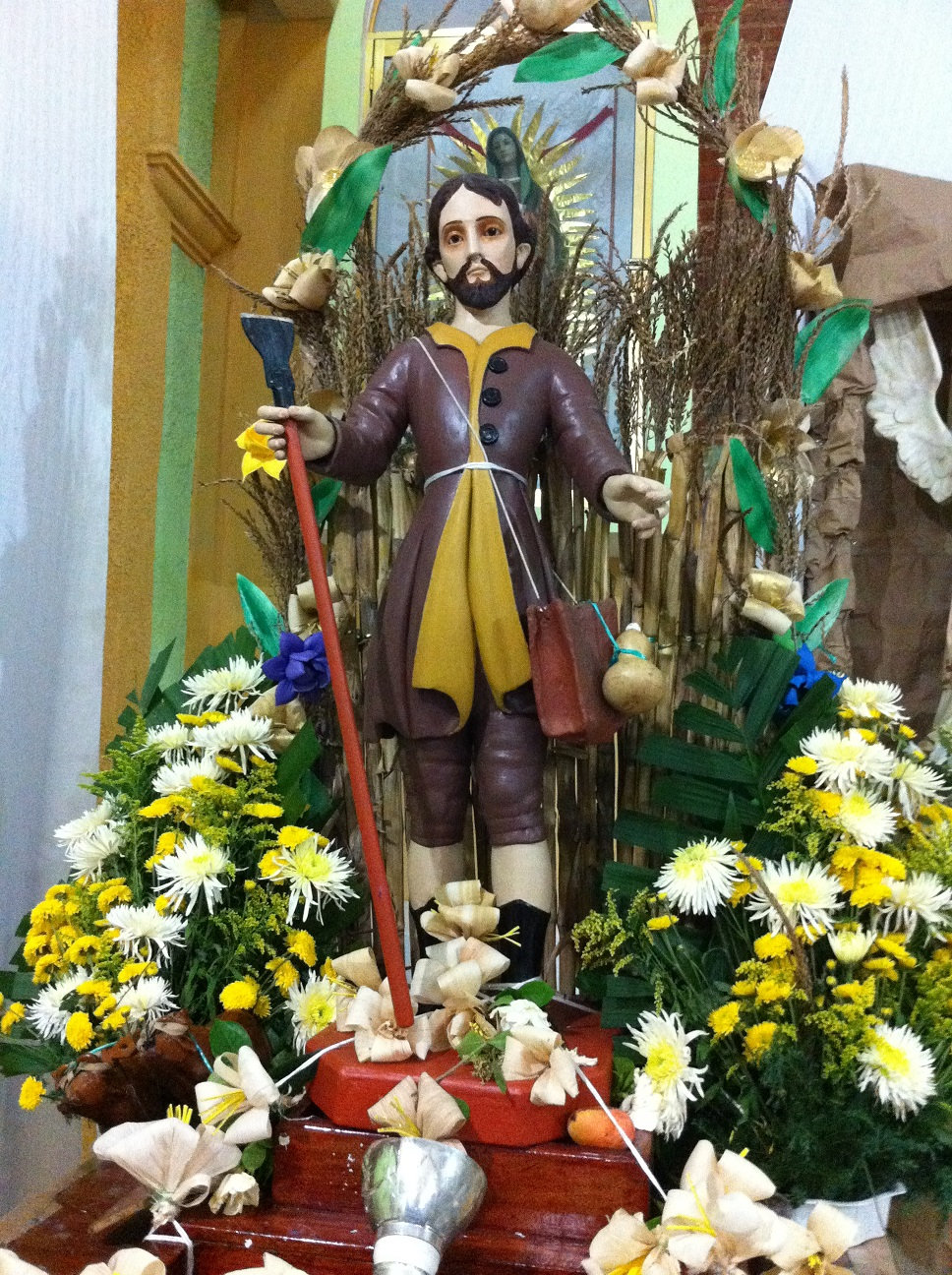
Imagen de San Isidro Labrador

### Fiestas y tradiciones
Se celebra el carnaval en el mes de mayo. 
El 15 de mayo se celebran las fiestas religiosas en honor del santo patrón, San Isidro Labrador.

### Música
Jarocha, tropical, salsa, cumbia y danzón.

### Artesanías
Se elaboran abanicos de palma, escobetas, chalupas y remos

### Gastronomía
- Tamal de masa: masa, carne y chiles varios.
- Tamal de elote: Elote, manteca, carnes y chiles varios.
- Tapixte: Pollo, acuyo y plátano
- Bollitos: elote, mantequilla
- Tetamales: masa, manteca y coco
- Antojitos: Empanadas, gorditas, tostadas, sincronizadas, plátanos rellenos, garnachitas y picadas.
- Otros: Masafinas, niños envueltos, budín, ojuelas y buñuelos.

## Escudo

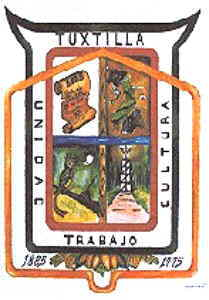
Escudo municipal

En el retablo superior izquierdo se aprecia una acta, con el año de 1885 escrito, simbolizando la compra de los terrenos para el municipio por parte de los habitantes; en el cuadro superior derecho esta un pescado, una vaca y un caballo, que representan la pesca y la ganadería que existen en la localidad; en la parte izquierda inferior se puede ver a un papagayo, haciendo alusión al posible significado del nombre del municipio; y por último, en el cuadro inferior derecho aparece una torre de petróleo, indicando la existencia de hidrocarburos en el suelo municipal. 
Alrededor del escudo están escritos el nombre de Tuxtilla, y el lema "Unidad, Trabajo y Cultura".
En el centro del escudo aparecen unas líneas representando las vías de comunicación terrestre y al río Papaloapan, y abajo la diversidad de productos cultivados en el municipio, como la caña de azúcar, el plátano, el maguey y el maíz. También se observa los años 1885 y 1995, que representan los años de haberse hecho las compras de las tierras para el municipio y el del diseño del escudo.

## Economía
La principal actividad económica es la agricultura, a la que se dedican 3,415 hectáreas. Los principales cultivos, en orden de importancia, son la caña de azúcar, el mango, el plátano, el maíz y el frijol. 
A la ganadería se dedican 2,253.3 hectáreas. Cuenta con una Asociación Ganadera Local. Se cuenta con ganado bovino, porcino y ovino, además de las cría de aves.

## Educación
Cuenta con cinco planteles educativos: el jardín de niños Tito Zamorano; dos escuelas primarias, la federal Lic. Andrés Baca Aguirre y la estatal Motolinía; la telesecundaria Lic. Álvaro Galvez y Fuentes; y el telebachillerato Tuxtilla. Tiene un total de 403 alumnos, distribuidos de la siguiente manera: preescolar con el 15.38%; primaria con el 44.42%; secundaria con el 22.58%; y bachillerato con 17.62%. 
La tasa de analfabetismo es del 12.8%.

## Salud
Existen los servicios del Instituto Mexicano del Seguro Social (IMSS) y de la Secretaría de Salud del Gobierno del Estado de Veracruz de Ignacio de la Llave (SS), además de servicios de médicos particulares.

## Comunicaciones y transporte
Cuenta con 16.8 km de carretera estatal, que va desde Carlos A. Carrillo hasta Otatitlan, que lo comunica al puerto de Veracruz y Xalapa por una parte, y por la otra a Tuxtepec, Córdoba y Orizaba, entre otras poblaciones. Otra carretera es la federal, localizada en la margen izquierda del río Papaloapan, que va desde Cosamaloapan hasta Santa Cruz, pasando en lancha a la altura de La Esperanza. 
Cuenta además con servicios de correos, telefonía fija por parte de Telmex y cobertura celular de Telcel, y televisión satelital como Sky y Dish. En 2022, Megacable ingresó a la localidad con su paquete triple play.

## Historia
Durante los años de 1750 a 1760, Juan Pérez, Pablo Cuate y Bartolo Abad, originarios de Santiago Tuxtla, que en su peregrinación en torno al Cristo Negro de Otatitlán, se quedaron en el lugar donde actualmente esta el municipio, donde cultivaron la tierra y construyeron chozas, fomentando el crecimiento de la comunidad.
En 1831 era una ranchería y posteriormente, en 1840, se convirtió en una municipalidad, como parte del cantón de Cosamaloapan, con una población de 400 habitantes. Se producía maíz, algodón, caña de azúcar y algunas maderas. La industria consistía en trapiches que producía aguardientes de caña, miel y piloncillo para el consumo loca. La ganadería era escasa. Las vías de comunicación eran el camino real y el río Papaloapan. Tenía una iglesia de yagua y paja.
Entre 1865 y 1870, la señora Francisca Ramos y el señor Mata Jiménez, originarios de San Andrés Tuxtla, llevan a la población la imagen de San Isidro Labrador, construyendo una modesta capilla.
En 1870, alcanzó los 550 habitantes, además de contar registro civil y un ayuntamiento con presidente, sindico, regidor y secretario, además de la construcción de una cárcel municipal y un teatro. Durante estos años se abrieron varias calles.
Durante 1878, se comenzó a negociar la compra de tierras para la consolidación del municipio, por parte del presidente municipal, Ramón N. Baca y varios habitantes, con los propietarios de la Hacienda de Uluapan, misma que se cerraría en 1885.
En 1881 se habla de la existencia de una escuela nocturna, cuyo director fue Ramón N. Baca, quien además publicaba un pequeño periódico llamado "El Escolar", junto a Protacio Ahuja. A principios de 1890, había dos escuelas, una para varones y otra para mujeres.
En 1887, se estableció una fábrica de ladrillo y teja por parte de Protacio Ahuja, Segundo Herrera, Ramón A. Estrada y Ramón N. Baca, para fomentar el progreso del municipio. Se formó un rancho y se construyeron un pozo, dos pizas y un horno para quemar material, generando diversos empleos en la comunidad.
En 1900, Tuxtilla tenía categoría de pueblo, una congregación y una hacienda con el nombre de Loma Bonita y una ranchería llamada El Remolino.
En 1915 se concede al municipio una superficie de 787 hectáreas por parte del gobernador del estado, Cándido Aguilar, para la conformación del ejido de Tuxtilla.
Por el desbordamiento del río Papaloapan, se inunda Tuxtilla, naciendo así la dependencia de gobierno llamada "Comisión del Papaloapan", instaurada por el gobierno del Lic. Miguel Alemán Valdés, Presidente de la República, en el año de 1944. 
A finales de la década de los cincuenta y principio de los sesenta, se inició la construcción de la actual capilla de San Isidro Labrador, con el apoyo de los creyentes. 
La clínica del IMSS fue construida durante la década de 1960; también, en esa década, se fundó la Telesecundaria Lic. Álvaro Gálvez y Fuentes.
A principios de la década de 1980 fue fundado el Telebachillerato Tuxtilla. 

### Cronología de Hechos
| Año  | Hecho Histórico |
| ---- | --- |
| 1750 | Se fundó el pueblo por los señores Juan Pérez, Pablo Cuate y Bartolo Abad, oriundos de Santiago Tuxtla. |
| 1840 | Tuxtilla figura como municipio, integrado al cantón de Cosamaloapan. |
| 1865 | Fundación de la iglesia San Isidro Labrador. |
| 1878 | Don Ramón N. Baca, alcalde municipal, se preocupó por concertar con los dueños de la Hacienda de Uluapan, pertenecientes a Chacaltianguis y originarios de Tlacotalpan, una compra mancomunada por los lugareños de Tuxtilla, situación que tardó varios años, tiempo que tardaron para reunir el recurso. |
| 1881 | Se fundó la primera escuela del pueblo, ubicada en la casa del señor Ramón N. Baca, siendo este director y quien sostuvo dicha escuela con sus propios recursos, dando clases nocturnas conformada por los alumnos Ramón Estrada, Demetrio Medina, Atanasio Copto, Agustín Vidal y Claudio Muñoz.          |
| 1885 | Compraventa de los terrenos de la Exhacienda de Uluapan, para uso del fundo legal. |
| 1915 | Se concede al municipio una superficie de 787 hectáreas para la conformación del ejido de Tuxtilla |
| 1944 | Enorme inundación daña al municipio. Se crea la Comisión del Papaloapan. |
| 1968 | Fundación de la Escuela Telesecundaria "Lic. Alvaro Gálvez y Fuentes", pionera en la Cuenca del Papaloapan. |
| 1981 | Fundación del Telebachillerato Tuxtilla. |
| 2013 | Se inicia la construcción de la Casa de la Cultura. |

## Presidentes Municipales
| Nombre                           | Periodo   |
| -------------------------------- | --------- |
| Manuel Reyes Copto               | 1955-1958 |
| Domingo Azamar Reyes             | 1958-1961 |
| Samuel Zamorano Aguirre          | 1961-1964 |
| Juan Narro Muñoz                 | 1964-1967 |
| Francisco Ramón Reyes            | 1967-1970 |
| Germán Pita Muñoz                | 1970-1973 |
| José Herrera Beltrán             | 1973-1976 |
| Juan Narro Muñoz                 | 1976-1979 |
| Samuel Zamorano Aguirre          | 1979-1982 |
| Diego Copto Ordóñez              | 1982-1985 |
| Armando Muñoz Amador             | 1985-1988 |
| Álvaro Rendón Hernández          | 1988-1991 |
| Clemente Medina López            | 1992-1994 |
| José Luis Reyes Cházaro          | 1995-1997 |
| Cándido Reyes Cruz               | 1998-2000 |
| Severiano Flores Ordóñez         | 2001-2004 |
| Gloria Alberta Ortega Rodríguez  | 2005-2007 |
| Victorino Reyes Solano           | 2008-2010 |
| Isaías Andrade Estrada           | 2011-2013 |
| Aquilino Zamorano Pérez          | 2014-2017 |
| Froylan Estrada Rendón           | 2018-2021 |
| Leidy del Carmen Vergara Andrade | 2022-2025 |